# ディエゴ・ブランビッラ
ディエゴ・ブランビッラ（Diego Alberto Brambilla　1969年2月17日 - ）は、イタリアのモンツァ出身の柔道選手。階級は71kg級。身長175cm。

## 人物
1988年から2年連続してヨーロッパジュニア71kg級で2位になった。1990年の世界学生では3位だった。1992年のバルセロナオリンピックには出場できなかった。1993年の地中海競技大会で2位になるが、世界選手権では5位だった。1995年の世界選手権では銅メダルを獲得した。しかしながら、1996年のアトランタオリンピックでは初戦で敗れた。

## 主な戦績
- 1988年 - ヨーロッパジュニア　2位
- 1989年 - ヨーロッパジュニア　2位
- 1990年 - 世界学生　3位
- 1993年 - ドイツ国際　優勝
- 1993年 - 地中海競技大会　2位
- 1993年 - 世界選手権　5位
- 1995年 - 世界選手権　3位
- 1996年 - チェコ国際　優勝